# 1999 AM20
1999 AM20 är en asteroid i huvudbältet som upptäcktes den 12 januari 1999 av den australiensiske astronomen Frank B. Zoltowski i Woomera.
Den tillhör asteroidgruppen Eos.